# Funzione zeta di Hurwitz
In matematica, in particolare in teoria analitica dei numeri, la funzione zeta di Hurwitz è una funzione zeta che deve il suo nome al matematico tedesco Adolf Hurwitz. La funzione è definita attraverso la serie
{\displaystyle \zeta (s,q)=\sum _{n=0}^{\infty }{\frac {1}{(q+n)^{s}}},}
se {\displaystyle \operatorname {Re} (s)>1} e {\displaystyle \operatorname {Re} (q)>0}. Chiaramente, se {\displaystyle q=1} la funzione zeta di Hurwitz coincide con la funzione zeta di Riemann, cioè {\displaystyle \zeta (s,1)=\zeta (s)}.
Allo stesso modo della funzione zeta di Riemann, {\displaystyle \zeta (s,q)} può essere prolungata analiticamente a una funzione olomorfa sull'intero piano complesso, ad eccezione di {\displaystyle s=1}.

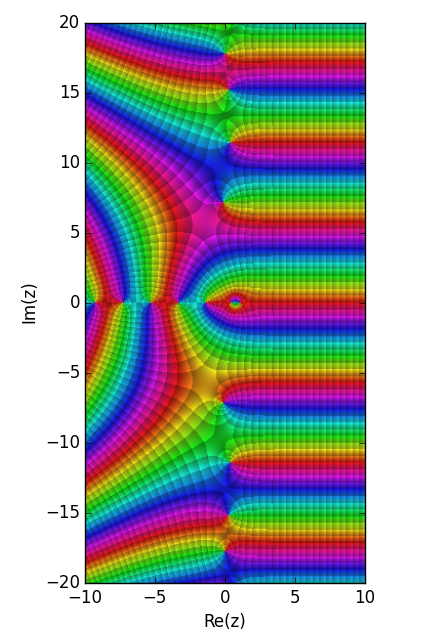
Funzione zeta di Hurwitz con. Il grafico è stato fatto con matplotlib utilizzando una versione del metodo della colorazione del dominio.

## Prolungamento analitico

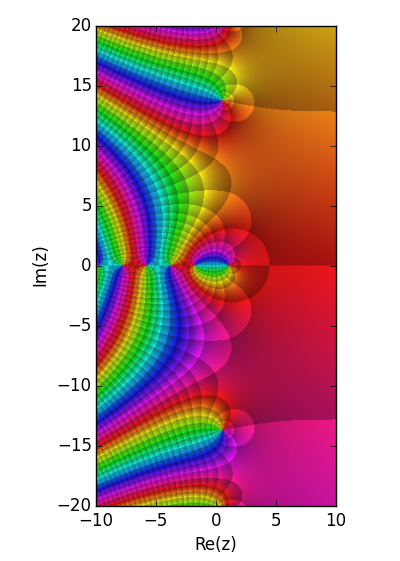
Funzione zeta di Hurwitz con.

Se {\displaystyle \mathrm {Re} (s)\leq 1}, si può definire la funzione per mezzo della seguente equazione
{\displaystyle \zeta (s,q)=\Gamma (1-s){\frac {1}{2\pi i}}\int _{C}{\frac {z^{s-1}e^{qz}}{1-e^{z}}}dz}
dove il contorno {\displaystyle C} è una linea chiusa attorno all'asse reale negativo.
Si può essere quindi prolungare analiticamente a una funzione meromorfa, con il punto {\displaystyle s=1} come unico polo semplice e di residuo {\displaystyle 1}. Il termine costante è dato da
{\displaystyle \lim _{s\to 1}\left[\zeta (s,q)-{\frac {1}{s-1}}\right]={\frac {-\Gamma '(q)}{\Gamma (q)}}=-\psi (q)}
dove {\displaystyle \Gamma } è la funzione Gamma e {\displaystyle \psi } la funzione digamma.

## Rappresentazioni

### Rappresentazione in serie

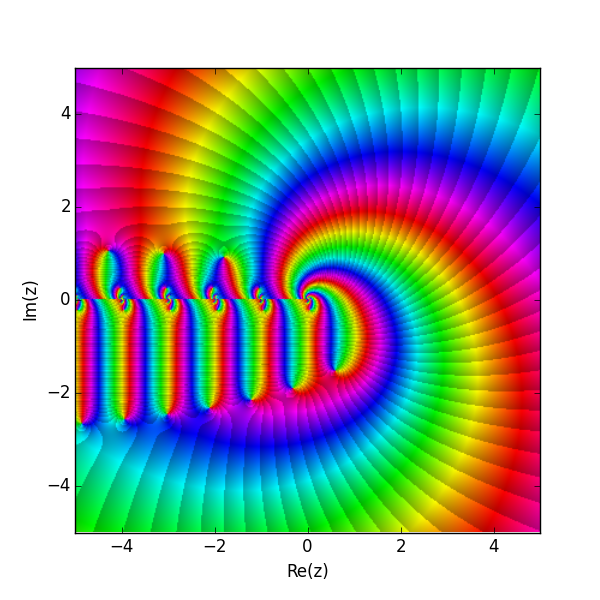
Funzione zeta di Hurwitz con parametro e.

Nel 1930, Helmut Hasse fornì una rappresentazione in serie di Newton convergente definita per {\displaystyle q>0} reale e {\displaystyle s\neq 1}:
{\displaystyle \zeta (s,q)={\frac {1}{s-1}}\sum _{n=0}^{\infty }{\frac {1}{n+1}}\sum _{k=0}^{n}(-1)^{k}{n \choose k}(q+k)^{1-s}.}
Questa serie converge uniformemente in ogni sottoinsieme compatto del semipiano di {\displaystyle s} a una funzione intera. SI comprende che la somma interna è la {\displaystyle n}-esima differenza in avanti di {\displaystyle q^{1-s}}, cioè
{\displaystyle \Delta ^{n}q^{1-s}=\sum _{k=0}^{n}(-1)^{n-k}{n \choose k}(q+k)^{1-s}}
dove {\displaystyle \Delta } è l'operatore di differenza in avanti. Quindi, si può scrivere
{\displaystyle {\begin{aligned}\zeta (s,q)&={\frac {1}{s-1}}\sum _{n=0}^{\infty }{\frac {(-1)^{n}}{n+1}}\Delta ^{n}q^{1-s}\\&={\frac {1}{s-1}}{\log(1+\Delta ) \over \Delta }q^{1-s}\end{aligned}}}
Altre serie globalmente convergenti sono le seguenti
{\displaystyle \zeta (s,v-1)={\frac {1}{s-1}}\sum _{n=0}^{\infty }H_{n+1}\sum _{k=0}^{n}(-1)^{k}{\binom {n}{k}}(k+v)^{1-s}}
{\displaystyle \zeta (s,v)={\frac {k!}{(s-k)_{k}}}\sum _{n=0}^{\infty }{\frac {1}{(n+k)!}}\left[{n+k \atop n}\right]\sum _{l=0}^{n+k-1}\!(-1)^{l}{\binom {n+k-1}{l}}(l+v)^{k-s},\quad k=1,2,3,\ldots }
{\displaystyle \zeta (s,v)={\frac {v^{1-s}}{s-1}}+\sum _{n=0}^{\infty }|G_{n+1}|\sum _{k=0}^{n}(-1)^{k}{\binom {n}{k}}(k+v)^{-s}}
{\displaystyle \zeta (s,v)={\frac {(v-1)^{1-s}}{s-1}}-\sum _{n=0}^{\infty }C_{n+1}\sum _{k=0}^{n}(-1)^{k}{\binom {n}{k}}(k+v)^{-s}}
{\displaystyle \zeta (s,v){\big (}v-{\tfrac {1}{2}}{\big )}={\frac {s-2}{s-1}}\zeta (s-1,v)+\sum _{n=0}^{\infty }(-1)^{n}G_{n+2}\sum _{k=0}^{n}(-1)^{k}{\binom {n}{k}}(k+v)^{-s}}
{\displaystyle \zeta (s,v)=-\sum _{l=1}^{k-1}{\frac {(k-l+1)_{l}}{(s-l)_{l}}}\zeta (s-l,v)+\sum _{l=1}^{k}{\frac {(k-l+1)_{l}}{(s-l)_{l}}}v^{l-s}+k\sum _{n=0}^{\infty }(-1)^{n}G_{n+1}^{(k)}\sum _{k=0}^{n}(-1)^{k}{\binom {n}{k}}(k+v)^{-s}}
dove {\displaystyle H_{n}} sono i numeri armonici, {\displaystyle \left[{\cdot  \atop \cdot }\right]} sono i numeri di Stirling del primo tipo, {\displaystyle (\ldots )_{\ldots }} è il simbolo di Pochhammer, {\displaystyle G_{n}} sono i coefficienti di Gregory, {\displaystyle G_{n}^{(k)}} sono i coefficienti di Gregory di ordine superiore e {\displaystyle C_{n}} sono i numeri di Cauchy del secondo tipo  ({\displaystyle C_{1}=1/2}, {\displaystyle C_{2}=5/12}, {\displaystyle C_{3}=3/8},...), vedere l'articolo di Blagouchine.

### Rappresentazione integrale
La funzione ha una rappresentazione integrale in termine della trasformata di Mellin,
{\displaystyle \zeta (s,q)={\frac {1}{\Gamma (s)}}\int _{0}^{\infty }{\frac {t^{s-1}e^{-qt}}{1-e^{-t}}}dt}
per {\displaystyle \mathrm {Re} (s)>1} e {\displaystyle \mathrm {Re} (q)>0.}

## Proprietà

### Formula di Hurwitz
La formula di Hurwitz afferma che
{\displaystyle \zeta (1-s,x)={\frac {1}{2s}}\left[e^{-i\pi s/2}\beta (x;s)+e^{i\pi s/2}\beta (1-x;s)\right]}
dove
{\displaystyle \beta (x;s)=2\Gamma (s+1)\sum _{n=1}^{\infty }{\frac {\exp(2\pi inx)}{(2\pi n)^{s}}}={\frac {2\Gamma (s+1)}{(2\pi )^{s}}}{\mbox{Li}}_{s}(e^{2\pi ix})}
è la rappresentazione della funzione valida per {\displaystyle 0\leq x\leq 1} e {\displaystyle s>1}, e inoltre {\displaystyle {\text{Li}}_{s}(z)} indica il polilogaritmo.

### Equazione funzionale
L'equazione funzionale mette in relazioni i valori della funzione di Hurwitz sulla parte destra e sinistra del piano complesso. Per {\displaystyle 1\leq m\leq n} interi, per ogni valore di {\displaystyle s} si ha
{\displaystyle \zeta \left(1-s,{\frac {m}{n}}\right)={\frac {2\Gamma (s)}{(2\pi n)^{s}}}\sum _{k=1}^{n}\left[\cos \left({\frac {\pi s}{2}}-{\frac {2\pi km}{n}}\right)\;\zeta \left(s,{\frac {k}{n}}\right)\right].}

### Alcune somme finite
Le seguenti somme finite sono strettamente collegate all'equazione funzionale, alcune delle quali possono essere valutate in forma chiusa
{\displaystyle \sum _{r=1}^{m-1}\zeta \left(s,{\frac {r}{m}}\right)\cos {\dfrac {2\pi rk}{m}}={\frac {m\Gamma (1-s)}{(2\pi m)^{1-s}}}\sin {\frac {\pi s}{2}}\cdot \left\{\zeta \left(1-s,{\frac {k}{m}}\right)+\zeta \left(1-s,1-{\frac {k}{m}}\right)\right\}-\zeta (s)}
{\displaystyle \sum _{r=1}^{m-1}\zeta \left(s,{\frac {r}{m}}\right)\sin {\dfrac {2\pi rk}{m}}={\frac {m\Gamma (1-s)}{(2\pi m)^{1-s}}}\cos {\frac {\pi s}{2}}\cdot \left\{\zeta \left(1-s,{\frac {k}{m}}\right)-\zeta \left(1-s,1-{\frac {k}{m}}\right)\right\}}
{\displaystyle \sum _{r=1}^{m-1}\zeta ^{2}\left(s,{\frac {r}{m}}\right)={\big (}m^{2s-1}-1{\big )}\zeta ^{2}(s)+{\frac {2m\Gamma ^{2}(1-s)}{(2\pi m)^{2-2s}}}\sum _{l=1}^{m-1}\left\{\zeta \left(1-s,{\frac {l}{m}}\right)-\cos \pi s\cdot \zeta \left(1-s,1-{\frac {l}{m}}\right)\right\}\zeta \left(1-s,{\frac {l}{m}}\right)}
dove {\displaystyle m} è un intero positivo maggiore di {\displaystyle 2} e {\displaystyle s} è un numero complesso..

### Trasformata di Fourier
La trasformata discreta di Fourier della funzione zeta di Hurwitz rispetto all'ordine {\displaystyle s} è la funzione chi di Legendre.

### Valori razionali
La funzione zeta di Hurwitz calcolata nei numeri razionali compare in molte identità impressionanti. In particolare, in termini dei polinomi di Eulero {\displaystyle E_{n}(x)}:
{\displaystyle E_{2n-1}\left({\frac {p}{q}}\right)=(-1)^{n}{\frac {4(2n-1)!}{(2\pi q)^{2n}}}\sum _{k=1}^{q}\zeta \left(2n,{\frac {2k-1}{2q}}\right)\cos {\frac {(2k-1)\pi p}{q}}}
e
{\displaystyle E_{2n}\left({\frac {p}{q}}\right)=(-1)^{n}{\frac {4(2n)!}{(2\pi q)^{2n+1}}}\sum _{k=1}^{q}\zeta \left(2n+1,{\frac {2k-1}{2q}}\right)\sin {\frac {(2k-1)\pi p}{q}}}
Inoltre,
{\displaystyle \zeta \left(s,{\frac {2p-1}{2q}}\right)=2(2q)^{s-1}\sum _{k=1}^{q}\left[C_{s}\left({\frac {k}{q}}\right)\cos \left({\frac {(2p-1)\pi k}{q}}\right)+S_{s}\left({\frac {k}{q}}\right)\sin \left({\frac {(2p-1)\pi k}{q}}\right)\right]}
vale per ogni {\displaystyle 1\leq p\leq q}. {\displaystyle C_{\nu }(x)} e {\displaystyle S_{\nu }(x)} sono definite per mezzo della funzione chi di Legendre {\displaystyle \chi _{\nu }}, 
{\displaystyle C_{\nu }(x)=\operatorname {Re} \,\chi _{\nu }(e^{ix})}
e
{\displaystyle S_{\nu }(x)=\operatorname {Im} \,\chi _{\nu }(e^{ix}).}
Per valori interi di {\displaystyle \nu }, possono essere espressi in termini dei polinomi di Eulero. Si possono derivare queste relazioni utilizzando l'equazione funzionale insieme alla formula di Hurwitz.

## Espansioni in serie

### Serie di Taylor
La derivata della funzione zeta di Hurwitz rispetto alla seconda variabile è una traslazione:
{\displaystyle {\frac {\partial }{\partial q}}\zeta (s,q)=-s\zeta (s+1,q).}
Perciò, la serie di Taylor ha la caratteristica forma umbrale:
{\displaystyle \zeta (s,x+y)=\sum _{k=0}^{\infty }{\frac {y^{k}}{k!}}{\frac {\partial ^{k}}{\partial x^{k}}}\zeta (s,x)=\sum _{k=0}^{\infty }{s+k-1 \choose s-1}(-y)^{k}\zeta (s+k,x).}
Alternativamente,
{\displaystyle \zeta (s,q)={\frac {1}{q^{s}}}+\sum _{n=0}^{\infty }(-q)^{n}{s+n-1 \choose n}\zeta (s+n),}
con {\displaystyle |q|<1}.
Strettamente connessa è la formula di Stark–Keiper:
{\displaystyle \zeta (s,N)=\sum _{k=0}^{\infty }\left[N+{\frac {s-1}{k+1}}\right]{s+k-1 \choose s-1}(-1)^{k}\zeta (s+k,N)}
che vale per {\displaystyle N} intero e {\displaystyle s} arbitrario. Vedere la formula di Faulhaber per una relazione simile sulle somme finite di potenze di interi.

### Serie di Laurent
L'espansione in serie di Laurent può essere utilizzata per definire le costanti di Stieltjes che compaiono nella serie
{\displaystyle \zeta (s,q)={\frac {1}{s-1}}+\sum _{n=0}^{\infty }{\frac {(-1)^{n}}{n!}}\gamma _{n}(q)\;(s-1)^{n}.}
In particolare, {\displaystyle \gamma _{0}(q)=-\psi (q)} e{\displaystyle \gamma _{0}(1)=-\psi (1)=\gamma _{0}=\gamma }.

## Legami con altre funzioni

### Legame con i polinomi di Bernoulli
La funzione {\displaystyle \beta } definita precedentemente generalizza i polinomi di Bernoulli:
{\displaystyle B_{n}(x)=-\Re \left[(-i)^{n}\beta (x;n)\right]}
dove {\displaystyle \Re (z)} indica la parte reale di {\displaystyle z}. Alternativamente,
{\displaystyle \zeta (-n,x)=-{B_{n+1}(x) \over n+1}.}
In particolare, la relazione vale per {\displaystyle n=0} e si ha
{\displaystyle \zeta (0,x)={\frac {1}{2}}-x.}

### Legame con la funzione theta di Jacobi
Se {\displaystyle \vartheta (z,\tau )} è la funzione theta di Jacobi, allora
{\displaystyle \int _{0}^{\infty }\left[\vartheta (z,it)-1\right]t^{s/2}{\frac {dt}{t}}=\pi ^{-(1-s)/2}\Gamma \left({\frac {1-s}{2}}\right)\left[\zeta (1-s,z)+\zeta (1-s,1-z)\right]}
vale per {\displaystyle \operatorname {Re} (s)>0} e {\displaystyle z} complesso, ma non intero. Per {\displaystyle z} intero , la formula diventa
{\displaystyle \int _{0}^{\infty }\left[\vartheta (n,it)-1\right]t^{s/2}{\frac {dt}{t}}=2\ \pi ^{-(1-s)/2}\ \Gamma \left({\frac {1-s}{2}}\right)\zeta (1-s)=2\ \pi ^{-s/2}\ \Gamma \left({\frac {s}{2}}\right)\zeta (s).}
dove {\displaystyle \zeta } è la funzione zeta di Riemann. Si noti che questa ultima forma è l'equazione funzionale della funzione zeta di Riemann, come scritta in origine da Riemann. La distinzione tra {\displaystyle z} intero e non tiene conto del fatto che la funzione theta di Jacobi converge alla funzione delta di Dirac in {\displaystyle z} se {\displaystyle t\rightarrow 0}.

### Legame con le funzioniLdi Dirichlet
Se l'argomento è un numero razionale, si può esprimere la funzione zeta di Hurwitz come combinazione lineare di funzioni L di Dirichlet e vice versa: La Zeta di Hurwitz coincide con la Zeta di Riemann {\displaystyle \zeta (s)} quando {\displaystyle q=1}, se {\displaystyle q=1/2} è uguale a {\displaystyle (2^{s}-1)\zeta (s)}, e se {\displaystyle q=n/k} con {\displaystyle k>2}, {\displaystyle (n,k)>1} e {\displaystyle 0<n<k}, allora
{\displaystyle \zeta (s,n/k)={\frac {k^{s}}{\varphi (k)}}\sum _{\chi }{\overline {\chi }}(n)L(s,\chi ),}
dove la somma è sui caratteri di Dirichlet mod {\displaystyle k}. Nella direzione opposta si ha la combinazione lineare
{\displaystyle L(s,\chi )={\frac {1}{k^{s}}}\sum _{n=1}^{k}\chi (n)\;\zeta \left(s,{\frac {n}{k}}\right).}
Esiste anche il teorema di moltiplicazione
{\displaystyle k^{s}\zeta (s)=\sum _{n=1}^{k}\zeta \left(s,{\frac {n}{k}}\right),}
di cui una utile generalizzazione è la relazione di distribuzione
{\displaystyle \sum _{p=0}^{q-1}\zeta (s,a+p/q)=q^{s}\,\zeta (s,qa).}
(Questa ultima forma è valida solo se {\displaystyle q} è un numero naturale e {\displaystyle 1-qa} non lo è.)

## Zeri
Se {\displaystyle q=1}, la funzione zeta di Hurwitz si riduce alla funzione zeta di Riemann; se {\displaystyle q=1/2} si riduce alla funzione zeta di Riemann moltiplicata per una semplice funzione di variabile complessa {\displaystyle s} (vide supra), riconducendosi in ogni caso al difficile studio degli zeri della Zeta di Riemann. In particolare, non esistono zeri con parte reale maggiore o uguale a 1. Tuttavia, se {\displaystyle 0<q<1} e {\displaystyle q\neq 1/2}, allora esistono degli zeri della funzione zeta di Hurwitz nella fascia {\displaystyle 1<\operatorname {Re} (s)<1+\epsilon } per ogni {\displaystyle \epsilon } reale positivo. Questo fatto fu dimostrato da Davenport e Heilbronn per {\displaystyle q} razionale o trascendente, e da Cassels per gli irrazionali algebrici.

## Applicazioni
La funzione zeta di Hurwitz compare in svariate discipline. Più comunemente, si presenta nella teoria dei numeri, dove il suo studio è il più profondo e sviluppata. Tuttavia, compare anche nello studio dei frattali e dei sistemi dinamici. Nella statistica applicata, è presente nella legge di Zipf e in quella di Zipf–Mandelbrot. Nella fisica delle particelle, compare in una formula di Julian Schwinger, fornendo un risultato esatto della velocità di produzione di coppia di un elettrone di Dirac.

## Casi speciali e generalizzazioni
La funzione zeta di Hurwitz con {\displaystyle m} un intero positivo è collegata alla funzione poligamma:
{\displaystyle \psi ^{(m)}(z)=(-1)^{m+1}m!\zeta (m+1,z)\ .}
Per interi negativi {\displaystyle -n}, i valori sono collegati ai polinomi di Bernoulli:
{\displaystyle \zeta (-n,x)=-{\frac {B_{n+1}(x)}{n+1}}\ .}
La funzione zeta di Barnes generalizza la Zeta di Hurwitz come
{\displaystyle \zeta _{N}(s,w|a_{1},...,a_{N})=\sum _{n_{1},\dots ,n_{N}\geq 0}{\frac {1}{(w+n_{1}a_{1}+\cdots +n_{N}a_{N})^{s}}}}
dove {\displaystyle w} e {\displaystyle a_{j}} hanno parte reale positiva e {\displaystyle \operatorname {Re} (s)>N}.
Un'ulteriore generalizzazione viene dalla funzione trascendente di Lerch:
{\displaystyle \Phi (z,s,q)=\sum _{k=0}^{\infty }{\frac {z^{k}}{(k+q)^{s}}}}
e quindi
{\displaystyle \zeta (s,q)=\Phi (1,s,q).\,}
Infine compaiono la funzione ipergeometrica
{\displaystyle \zeta (s,a)=a^{-s}\cdot {}_{s+1}F_{s}(1,a_{1},a_{2},\ldots a_{s};a_{1}+1,a_{2}+1,\ldots a_{s}+1;1)} dove {\displaystyle a_{1}=a_{2}=\ldots =a_{s}=a{\text{, }}a\notin \mathbb {N} {\text{ e  }}s\in \mathbb {N} ^{+}.}
e la funzione G di Meijer
{\displaystyle \zeta (s,a)=G\,_{s+1,\,s+1}^{\,1,\,s+1}\left(-1\;\left|\;{\begin{matrix}0,1-a,\ldots ,1-a\\0,-a,\ldots ,-a\end{matrix}}\right)\right.\qquad s\in \mathbb {N} ^{+}.}